# Atlantische oeistiti's
De Atlantische oeistiti's (Callithrix) zijn een geslacht van zoogdieren uit de familie van de klauwaapjes (Callitrichidae). De wetenschappelijke naam van het geslacht werd in 1777 gepubliceerd door Johann Christian Polycarp Erxleben.

## Soorten
Er worden 6 soorten tot dit geslacht gerekend:
- Callithrix aurita – Witoorzijdeaapje
- Callithrix flaviceps – Geelkoppenseelaapje
- Callithrix geoffroyi – Witgezichtoeistiti
- Callithrix jacchus – Gewoon penseelaapje
- Callithrix kuhlii – Wieds zwartpluimpenseelaapje
- Callithrix penicillata – Zwartoorpenseelaapje

Vroeger werd het geslacht van de dwergzijdeaapjes (Cebuella) als ondergeslacht van Callithrix opgevat.